# Poseidón (Percy Jackson)
Poseidón vystupující v Percym Jacksonovi je Percyho otec. O Percyho se začal zajímat už od jeho narození, což je u bohů neobvyklé. Je jeden z hlavních olympských bohů.

## Informace
| Zbraň           | trojzubec                    |
| Bydliště        | Olymp/dno oceánu             |
| První výskyt    | Percy Jackson: zloděj blesku |
| Poslední výskyt | Bohové Olympu: krev polobohů |

Poseidon je v knize jedna ze zásadních rolí. Byl hlavním aktérem 3. světové války. Zeus ho obvinil z ukradení svého blesku. V knize je uvedeno, že jeho věk je 4380 let, což však je číslo vymyšlené. Žije na dně oceánu a na Floridě. Svou milenku Sally potkal na Long Islandu a sní zplodil potomka, kterého Sally nazvala Perseus a který je hlavní postavou knihy. Ve filmu Percyho sleduje na každém kroku, což však v knize není, neboť za sebe za ním posílal své služebníky. Mimo jiné také stvořil koně a spolu s Medusou Pegase. On a jeho potomci jsou tvory mezi nebem a vodou nebo též "neutrální půda", jak je nazval Percy. Také je spolu s Hádem pánem země a spouští zemětřesení.

## Vzhled
Knižní Poseidon má černé vlasy a mořsky zelené oči, kolem kterých má vrásky od smíchu. Obvykle má na sobě šortky, havajskou košili a rybářský klobouk.

## Rodina
| Rodiče    | Kronos a Rheia                        |
| Bratři    | Zeus a Hádes                          |
| Sestry    | Démétér, Héra, Hestia                 |
| Manželka  | Amfitrita                             |
| Partnerka | Sally Jackson                         |
| Potomci   | Percy Jackson, Tyson, Théseus, Triton |